# Tettye

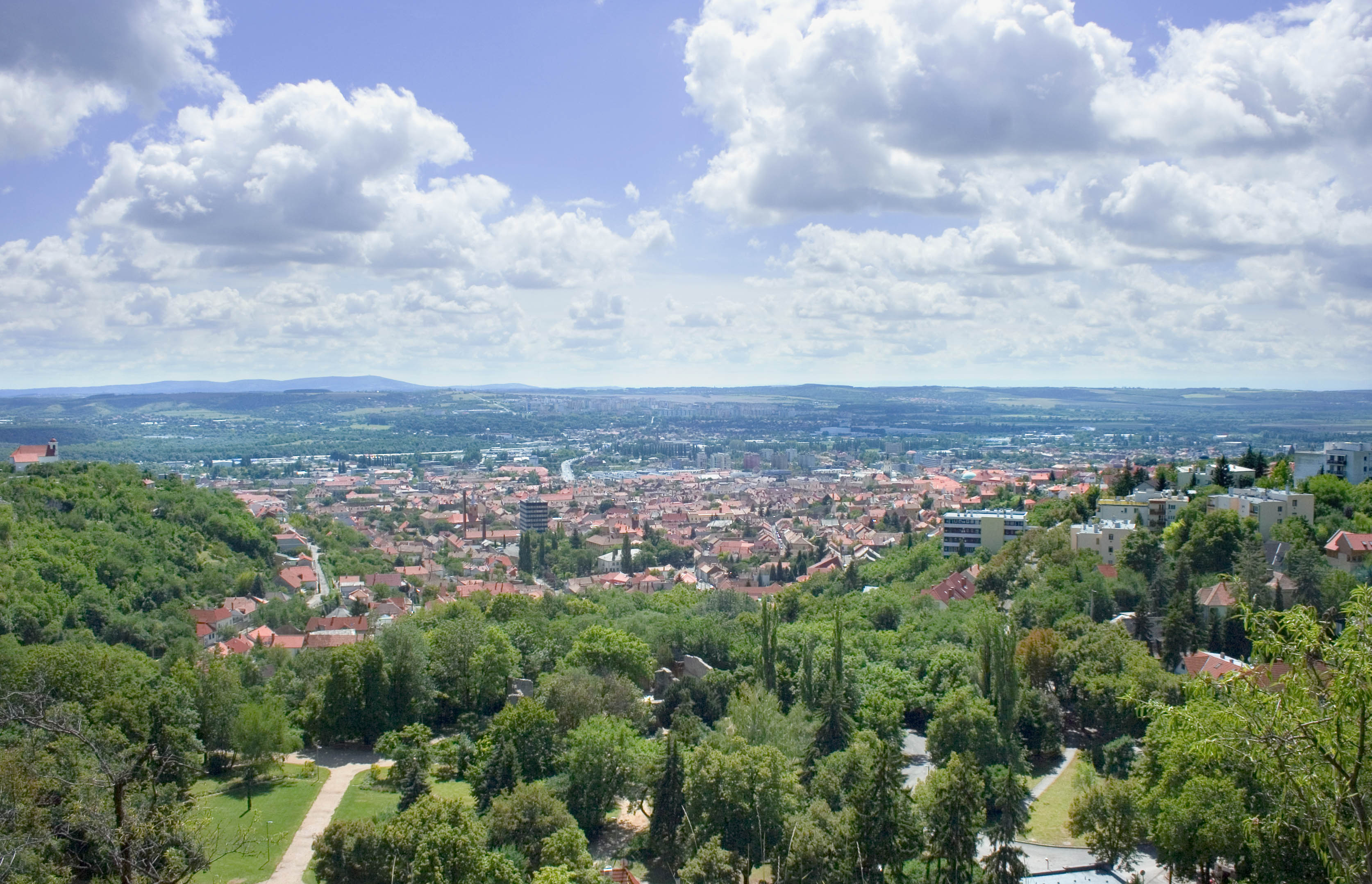
Tettye

Tettye [ˈtɛcːɛ] ist heute ein Stadtteil der Stadt Pécs. Der Name Tettye entstand wahrscheinlich aus dem türkischen Ausdruck tekke, der „Kloster“ bedeutet. 
Der Stadtteil hieß im Mittelalter „Malomséd“, was als „Mühlbach“ übersetzt werden kann. Die Tettye-Quelle diente als Antrieb für 29 Mühlen. Sie spielte eine wichtige Rolle in der Wasserversorgung von Pécs.
Anfang des 16. Jahrhunderts ließ sich der bedeutende Renaissance-Bischof von Pécs, György Szathmáry, ein Sommerhaus am Berghang erbauen. Die Villa fand, nachdem die Stadt gefallen war, als türkisches Kloster Gebrauch. Vermutlich stammt der Bau des Turms aus dieser Zeit, der als Wachturm beziehungsweise als Minarett fungierte.
Nach Ende der Türkenherrschaft gelangten die Ruinen der Villa (die entweder von den vertriebenen Türken, oder von habsburgischen Truppen, die die Burg einnahmen, in Brand gesteckt worden waren) in den Besitz des Generals Gábor Vecchi. Anfang des 18. Jahrhunderts gingen sie in die Hände des Domkapitels zu Pécs über. Der Garten wurde mehrere Jahrzehnte lang als Kräutergarten benutzt.
Anfang des 19. Jahrhunderts verfiel das Gebäude vollends. Die Steine wurden gestohlen, die Zierden abgebrochen. Die Überreste wurden im 20. Jahrhundert konserviert. Die Umgebung der Tettye ist seither eines der beliebtesten Ausflugsziele der Einwohner von Pécs und Schauplatz vieler Veranstaltungen. In den 1990er Jahren wurde hier eine Freilichtbühne errichtet, umgeben von einem Park mit Kunstwerken und Springbrunnen.